# 이규호 (음악가)
이규호(예명: 교, 1974년 5월 26일 ~ )는 대한민국의 가수이자 작곡가이다.

## 학력
- 서울월정초등학교
- 신목중학교
- 양정고등학교
- 한양대학교 전기공학과[2]

## 수상
- 1993년 제5회 유재하 음악경연대회 동상

## 음반

### 이규호(Kyo)
| 연도 | 발매일     | Artist       | 발매 형식 | 앨범명               | 타이틀 곡               |
| ---- | ---------- | ------------ | --------- | -------------------- | ----------------------- |
| 1999 | 1999.04.29 | 이규호 (Kyo) | 정규      | 《Alterego》         | 〈머리끝에 물기〉       |
| 2014 | 2014.03.24 | 이규호 (Kyo) | 정규      | 《SpadeOne》         | 〈뭉뚱그리다〉          |
| 2015 | 2015.03.02 | 이규호 (Kyo) | 싱글      | 《불여우 내 짝》     | 〈불여우 내 짝〉        |
| 2015 | 2015.11.03 | 이규호 (Kyo) | 싱글      | 《11월 31일》        | 〈11월 31일〉           |
| 2015 | 2015.12.08 | 이규호 (Kyo) | 싱글      | 《Northern Lights》  | 〈Northern Lights〉     |
| 2019 | 2019       | 이규호 (Kyo) | EP        | 《첫눈이 내리던 날》 | 〈Merry Kyo Lee's Mas〉 |

### 참여 음반
| 발매일     | Artist                   | 곡명                                                      | 앨범명                                              | 비고                                                            |
| ---------- | ------------------------ | --------------------------------------------------------- | --------------------------------------------------- | --------------------------------------------------------------- |
| 2001.02.05 | 루시드 폴                | 〈새 (Acoustic Ver.) (Feat. 이규호)〉                     | 《Lucid Fall》                                      | - 보컬 : 이규호                                                 |
| 2000.05.06 | 이규호 (Kyo)             | 〈이사분기〉                                              | 《Long Live Dreamfactory》                          | - 보컬 : 이규호 - 작사 : 이규호 - 작곡 : 이규호 - 편곡 : 이규호 |
| 2003.07.22 | 이규호 (Kyo)             | 〈규호의 꿈〉                                             | 《Project Dream》                                   | - 보컬 : 이규호 - 작사 : 이규호 - 작곡 : 이규호                 |
| 2011.03.29 | 이규호 (Kyo)             | 〈규호의 바다〉                                           | 《하나옴니버스 바다》                               | - 보컬 : 이규호 - 작사 : 이규호 - 작곡 : 이규호                 |
| 2015.03.03 | 이규호 (Kyo)             | 〈시냇물〉                                                | 《강의 노래》                                       | - 보컬 : 이규호 - 작사 : 이규호 - 작곡 : 이규호                 |
| 2000.10.17 | 박정현                   | 〈10분 전으로〉                                           | 《Naturally》                                       | - 작곡 : 이규호 - 편곡 : 이규호                                 |
| 2000.10.17 | 박정현                   | 〈늘 푸른〉                                               | 《Naturally》                                       | - 작사 : 이규호 - 작곡 : 이규호                                 |
| 2000.10.17 | 박정현                   | 〈지금은 아무것도 아냐〉                                  | 《Naturally》                                       | - 작사 : 이규호 - 작곡 : 이규호                                 |
| 2008.12.29 | 이소라                   | 〈Track 6〉                                               | 《이소라 7집》                                      | - 작사 : 이규호 - 작곡 : 이규호 - 편곡 : 이규호                 |
| 2002.10.11 | 이소라                   | 〈외톨이〉                                                | 《Diary》                                           | - 작곡 : 이규호 - 편곡 : 이규호                                 |
| 2007.11.29 | 토이                     | 〈Goodbye sun, Goodbye moon〉 (With 이수현 of 악동뮤지션) | 《Da Capo》                                         | - 작사 : 이규호, 유희열                                         |
| 2014.11.18 | 토이                     | 나는 달 (Vocal 이규호)                                    | 《Thank You》                                       | - 보컬 : 이규호 - 작사 : 이규호, 유희열                         |
| 2014.11.18 | 토이                     | 〈그녀가 말했다(With 권진아)〉                            | 《Da Capo》                                         | - 작사 : 이규호, 유희열                                         |
| 2014.11.18 | 토이                     | 〈너의 바다에 머무네 (With 김동률)〉                      | 《Da Capo》                                         | - 작사 : 유희열, 이규호                                         |
| 2003.03.12 | 이승환                   | 〈아무말도〉                                              | 《His Ballad Ⅱ》                                    | - 작사 : 이규호 - 작곡 : 이규호                                 |
| 2014.03.26 | 이승환                   | 〈화양연화〉                                              | 《Fall To Fly 前》                                  | - 작사 : 이규호 - 작곡 : 이규호                                 |
| 2001.12.01 | 이승환                   | 〈위험한 낙원〉                                           | 《7집 Egg》                                         | - 작사 : 이규호 - 작곡 : 이규호 - 편곡 : 이규호, FRANK MARTIN   |
| 2000.05.06 | 이승환                   | 〈넌 아냐〉                                               | 《Long Live Dreamfactory》                          | - 작사 : 이규호 - 작곡 : 이규호                                 |
| 2016.10.07 | 이승환                   | 〈그저 다 안녕〉                                          | 《그저 다 안녕》                                    | - 작사 : 이규호 - 작곡 : 이규호                                 |
| 2004.10.08 | 이승환                   | 〈나무꾼의 노래〉                                         | 《Karma》                                           | - 작사 : 이규호 - 작곡 : 이규호                                 |
| 2010.05.26 | 이승환                   | 〈Reason〉                                                | 《Dreamizer》                                       | - 작사 : 이규호 - 작곡 : 이규호 - 편곡 : 이규호                 |
| 2006.11.11 | 이승환                   | 〈그늘〉                                                  | 《Hwantastic》                                      | - 작사 : 이규호 - 작곡 : 이규호                                 |
| 1999.03    | 이승환                   | 〈세가지 소원〉                                           | 《The War In Life》                                 | - 작사 : 이규호 - 작곡 : 이규호                                 |
| 2003.05.16 | 서연                     | 〈Remember Me〉                                           | 《Stars In Your Heart》                             | - 작사 : 이규호                                                 |
| 2010.05.26 | 이승환                   | 〈Reason〉                                                | 《Dreamizer》                                       | - 작사 : 이규호 - 작곡 : 이규호 - 편곡 : 이규호                 |
| 2003.03.12 | 이승환                   | 〈꽃〉                                                    | 《His Ballad Ⅱ》                                    | - 작사 : 이규호 - 작곡 : 이규호                                 |
| 2019.10.15 | 이승환                   | 〈30년〉                                                  | 《FALL TO FLY 後》                                  | - 작사 : 이규호 - 작곡 : 이규호                                 |
| 2011.12.06 | 윤종신                   | 〈Shin`s Rhythm For 20 Years〉                            | 《行步 2011 尹鍾信》                                | - 작곡 : 윤종신, 정석원, 박용찬, 이규호, 이근호                 |
| 2017.10.30 | 윤종신                   | 〈나는 너 (Prod. by 이규호)〉                             | 《2017 월간 윤종신 10월호》                         | - 작사 : 이규호 - 작곡 : 이규호                                 |
| 2001.07.06 | 윤종신                   | 〈팥빙수〉                                                | 《그늘》                                            | - 작곡 : 이규호                                                 |
| 2001.02.10 | 이수영                   | 〈Whiter Than The Snow〉                                  | 《Never Again》                                     | - 작곡 : 이규호                                                 |
| 2013.08.30 | 악퉁                     | 〈구름비〉                                                | 《기록》                                            | - 작사 : 이규호                                                 |
| 1995.08.22 | 양진석                   | 〈사랑한 날〉                                             | 《My Life》                                         | - 작곡 : 이규호                                                 |
| 2001.01.16 | 양진석                   | 〈그대는 알고 있나요〉                                    | 《10년의 사랑》                                     | - 작사 : 이규호 - 작곡 : 이규호                                 |
| 2001.01.16 | 양진석                   | 〈깊은 슬픔〉                                             | 《10년의 사랑》                                     | - 작사 : 이규호 - 작곡 : 이규호                                 |
| 2003.01.01 | 하루                     | 〈그대의 하늘 위를 나는〉                                 | 《Really》                                          | - 작사 : 이규호 - 작곡 : 이규호                                 |
| 2007.04.10 | 나윤선                   | 〈Cloud Nine〉                                            | 《Memory Lane》                                     | - 작사 : 이규호                                                 |
| 2007.04.10 | 나윤선                   | 〈Cloud Nine〉                                            | 《Memory Lane》                                     | - 작사 : 이규호                                                 |
| 2007.04.10 | 나윤선                   | 〈그리고 별이 되다〉                                      | 《Memory Lane》                                     | - 작사 : 이규호                                                 |
| 2014.10.22 | 시와                     | 〈나무의 말〉                                             | 《머무름 없이 이어지다》                            | - 작곡 : 이규호                                                 |
| 2015.12.18 | 임태경                   | 〈너를 새긴다〉                                           | 《순수의 시대》                                     | - 작곡 : 이규호 - 작곡 : 이규호                                 |
| 1998.08.01 | 차은주                   | 〈동경〉                                                  | 《The First Breath》                                | - 작곡 : 이규호                                                 |
| 1998.08.01 | 차은주                   | 〈하루가 지난 신문처럼〉                                  | 《The First Breath》                                | - 작곡 : 이규호                                                 |
| 1998.08.01 | 차은주                   | 〈잊기〉                                                  | 《The First Breath》                                | - 작곡 : 이규호                                                 |
| 1998.08.01 | 차은주                   | 〈중독〉                                                  | 《The First Breath》                                | - 작곡 : 이규호                                                 |
| 2013.08.27 | 장필순                   | 〈맴맴〉                                                  | 《SOONY SEVEN》                                     | - 작사 : 이규호 - 작곡 : 이규호                                 |
| 2013.08.27 | 장필순                   | 〈빛바랜 시간 거슬러〉                                    | 《SOONY SEVEN》                                     | - 작사 : 이규호 - 작곡 : 이규호                                 |
| 2012.08.29 | 윤종신                   | 〈몰린 (With 이규호)〉                                    | 《2012 월간 윤종신 9월호》                          | - 작사 : 이규호 - 작곡 : 이규호 - 편곡 : 이규호                 |
| 2008.02.28 | 박용준                   | 〈별〉                                                    | 《바보》 OST                                        | - 작사 : 이규호                                                 |
| 1996.10.01 | 유진하                   | 〈보내줘야 하는데...〉                                    | 《Missing You》                                     | - 작사 : 이규호 - 작곡 : 이규호                                 |
| 2016.10.24 | 김현우 (딕펑스)          | 〈사랑아 불어라 (With 이규호)〉                           | 《HIANO》                                           | - 작사 : 이규호                                                 |
| 2013.09.09 | 김예림 (투개월)          | 〈사랑한다 말해요〉                                       | 《Her Voice》                                       | - 작사 : 이규호 - 작곡 : 이규호 - 편곡 : 이규호                 |
| 2013.09.09 | 김예림 (투개월)          | 〈캐럴의 말장난〉                                         | 《Her Voice》                                       | - 작사 : 이규호 - 작곡 : 이규호                                 |
| 2000.01.14 | 이소은                   | 〈서방님〉                                                | 《신비》                                            | - 작사 : 이규호 - 작곡 : 이규호 - 편곡 : 이규호, 윤상           |
| 1996.11    | 여행스케치               | 〈술취한 야옹이〉                                         | 《남준봉》                                          | - 작곡 : 이규호                                                 |
| 1996.11    | 여행스케치               | 〈와인빛 꿈〉                                             | 《남준봉》                                          | - 작곡 : 이규호                                                 |
| 2003.04.02 | 한동준                   | 〈시한부〉                                                | 《한동준 04》                                       | - 작사 : 이규호 - 작곡 : 이규호                                 |
| 2003.04.02 | 한동준                   | 〈포크레인〉                                              | 《한동준 04》                                       | - 작사 : 이규호 - 작곡 : 이규호                                 |
| 2003.04.02 | 한동준                   | 〈푸른 정원〉                                             | 《한동준 04》                                       | - 작사 : 이규호 - 작곡 : 이규호                                 |
| 2005.10.01 | 장필순                   | 〈아마빌레〉                                              | 《새드무비》 OST                                    | - 작사 : 장필순, 이규호, 윤영배                                 |
| 2018.02.19 | 정승환                   | 〈오뚝이〉                                                | 《그리고 봄》                                       | - 작사 : 이규호 - 작곡 : 이규호                                 |
| 2015.02.03 | 배영경                   | 〈호두과자 (Feat. Kyo)〉                                  | 《삽화집 첫번째 이야기 `호두과자 (Feat. Kyo)`》     | - 편곡 : 배영경, 이규호, 이재우                                 |
| 2003.10.28 | 해이                     | 〈혼자 놀기〉                                             | 《Piece Of My Wish》                                | - 작곡 : 이규호                                                 |
| 2016.11.21 | Various artists          | 〈길가에 버려지다〉                                       | 《길가에 버려지다》                                 | - 작사 : 이규호 - 작곡 : 이규호                                 |
| 2016.11.21 | Various artists          | 〈길가에 버려지다 Part.2〉                                | 《길가에 버려지다 Part.2》                          | - 작사 : 이규호 - 작곡 : 이규호                                 |
| 2017.11.08 | 정혜선                   | 〈너면 돼 (Feat. Kyo 이규호)〉                            | 《정혜선 1 + 너면 돼》                              | - 피처링 : 이규호(Kyo)                                          |
| 2019.04.18 | 정승환                   | 〈자꾸만 반대로 돼〉                                      | 《안녕, 나의 우주》 보관됨 2015-12-23 - 웨이백 머신 | - 작사 : 이규호 - 작곡 : 이규호                                 |
| 2018.01.26 | 윤종신                   | 〈나는 너 (Prod. by 이규호)〉                             | 《2017 월간 윤종신 10월호》                         | - 작사, 작곡 : 이규호                                           |
| 2018.06.30 | 박상돈                   | 〈그리움의 언덕〉                                         | 《LISTEN 028 그리움의 언덕》                        | - 작사, 작곡 : 이규호                                           |
| 2019.01.11 | 윤종신                   | 〈몰린2〉                                                 | 《行步 2011 尹鍾信》                                | - 작사, 작곡, 편곡 : 이규호                                     |
| 2019.07.01 | 박재정                   | 〈러브레터〉                                              | 《노랫말》                                          | - 작사, 작곡, 편곡 : 이규호                                     |
| 2019.09.14 | 윤종신, 하동균, 린, 김필 | 〈훨훨〉                                                  | 《더 콜 2 (The Call 2) Final 프로젝트》             |                                                                 |
| 2019.10.02 | 이상은                   | 〈RELAX〉                                                 | 《fLoW》                                            | - 편곡 : 이규호                                                 |
| 2019.12.09 | 성시경, 아이유           | 〈첫 겨울이니까〉                                         | 《첫 겨울이니까》                                   | - 작사, 작곡 : 이규호                                           |
| 2020.02.02 | 비비(BIBI)               | 〈신경쓰여〉                                              | 《LISTEN 035 신경쓰여》                             | - 작사, 작곡 : 이규호                                           |
| 2020.03.30 | 수호(EXO)                | 〈암막 커튼〉                                             | 《자화상 - The 1st Mini Album》                     | - 작곡 : 이규호 - 편곡 : 이규호, 임헌일                         |

## 리메이크 된 곡

#### 참여 곡
| 연도 | Artist | 제목                | 앨범명                                                | 원곡 / 원곡자                                                                | 참여 |
| ---- | ------ | ------------------- | ----------------------------------------------------- | ---------------------------------------------------------------------------- | ---- |
| 2019 | 린     | 린 〈세 가지 소원〉 | 《유희열의 스케치북 10주년 프로젝트 : `유스케 X 린`》 | 원곡 : 이승환 〈세 가지 소원〉 - 발매 : 1993 - 작사, 작곡 : 이규호           |      |
| 2019 | 용주   | <그녀가 말했다>     | 《이 시간(This Time)》                                | - 발매 : 2014년 - 원곡 : 토이(유희열) (Feat. 권진아) - 작사 : 이규호, 유희열 |      |

## 뮤직 비디오

### 이규호(Kyo)
| 연도 | MV                                                               | 앨범명                         | 비고                                                                   | 공급사            |
| ---- | ---------------------------------------------------------------- | ------------------------------ | ---------------------------------------------------------------------- | ----------------- |
| 1999 | 이규호(Kyo) <거짓말>                                             | 이규호(Kyo)《Alterego》        | - 작사 : 이규호(Kyo) - 작곡 : 이규호(Kyo) - 편곡 : 이규호(Kyo)         | penicilliumstudio |
| 2014 | 이규호(Kyo) <세상 밖으로> - 이규호(Kyo) 《SpadeOne》album teaser | 이규호(Kyo)《SpadeOne》        | - 작사 : 이규호(Kyo) - 작곡 : 이규호(Kyo) - 편곡 : 이규호(Kyo)         | 푸른곰팡이        |
| 2014 | 이규호(Kyo) <뭉뚱그리다> - 이규호(Kyo) 《SpadeOne》album teaser  | 이규호(Kyo)《SpadeOne》        | - 작사 : 이규호(Kyo) - 작곡 : 이규호(Kyo) - 편곡 : 이규호(Kyo)         | 푸른곰팡이        |
| 2014 | 이규호(Kyo) <보물섬>                                             | 이규호(Kyo)《SpadeOne》        | - 작사 : 장필순, 조동희, 이규호(Kyo) - 작곡 : 이규호(Kyo)              | 푸른곰팡이        |
| 2015 | 이규호(Kyo) <11월 31일> 이규호(Kyo) <11월 31일> (Live)           | 이규호(Kyo)《11월 31일》       | - 작사 : 이규호(Kyo) - 작곡 : 이규호(Kyo) - 편곡 : 이규호(Kyo)         | 푸른곰팡이        |
| 2015 | 이규호(Kyo) <Northern Lights>                                    | 이규호(Kyo)《Northern Lights》 | - 작사 : 이규호(Kyo) - 작곡 : 이규호(Kyo) - 편곡 : 이규호(Kyo)         | 푸른곰팡이        |
| 2017 | 이규호(Kyo) <세가지 소원> - 원곡 : 이승환                        | 이승환《The War In Life》      | - 작사 : 이규호(Kyo) - 작곡 : 이규호(Kyo)                              | 원더케이          |
| 2019 | 이규호(Kyo) <Merry Kyo Lee's Mas>                                | 《첫눈이 내리던 날》           | - 작사 : 이규호(Kyo) - 작곡 : 이규호(Kyo) - 편곡 : 이규호(Kyo), 이종학 | Kyo이규호         |

### 참여 뮤직 비디오
| 연도      | 참여        | MV                                                        | 앨범명                                              | 비고                                                                                  | 공급사              |
| --------- | ----------- | --------------------------------------------------------- | --------------------------------------------------- | ------------------------------------------------------------------------------------- | ------------------- |
| 2000 2019 | 음반        | 이소은 <서방님> 맑고 고운 음색의 소유자, 이소은 '서방님'♬ | 《신비》                                            | - 작사 : 이규호(Kyo) - 작곡 : 이규호(Kyo) - 편곡 : 이규호(Kyo), 윤상                  | MBCKPOP 네이버 TV   |
| 2003      | 음반        | 이승환 <꽃>                                               | 《His Ballad Ⅱ》                                    | - 작사 : 이규호(Kyo) - 작곡 : 이규호(Kyo)                                             | dreamfactoryclub    |
| 2007      | 음반        | 윤종신 <몰린 (With 이규호)>                               | 《2012 월간 윤종신 9월호》                          | - 작사 : 이규호(Kyo) - 작곡 : 이규호(Kyo) - 편곡 : 이규호(Kyo) - Chorus : 이규호(Kyo) | 월간 윤종신         |
| 2012      | 음반 / 출연 | 토이 <나는 달 (Feat. 이규호)>                             | 《Thank You》                                       | - 작사 : 이규호(Kyo), 유희열 - 보컬 : 이규호(Kyo)                                     | CJENMMUSIC Official |
| 2012      | 음반        | 영화 26년 OST <꽃>                                        | 《26년》OST                                         | - 작사 : 이규호(Kyo) - 작곡 : 이규호(Kyo)                                             | dreamfactoryclub    |
| 2014      | 음반        | 이승환 <화양연화>                                         | 《Fall To Fly 前》                                  | - 작사 : 이규호(Kyo) - 작곡 : 이규호(Kyo)                                             | dreamfactoryclub    |
| 2016      | 음반        | 이승환 <그저 다 안녕>                                     | 《그저 다 안녕 》                                   | - 작사 : 이규호(Kyo) - 작곡 : 이규호(Kyo) - 편곡 : 임헌일                             | 지니 뮤직           |
| 2016      | 음반        | 김현우(딕펑스) <사랑아 불어라 (With 이규호)>              | 《HIANO》                                           | - 작사 : 이규호(Kyo) - chorus : 이규호                                                | dreamfactoryclub    |
| 2016      | 음반 / 출연 | Various Artists <길가에 버려지다>                         | 《길가에 버려지다》                                 | - 작사 : 이규호(Kyo) - 작곡 : 이규호(Kyo)                                             | dreamfactoryclub    |
| 2016      | 음반 / 출연 | Various Artists <길가에 버려지다 part2>                   | 《길가에 버려지다 Part.2》                          | - 작사 : 이규호(Kyo) - 작곡 : 이규호(Kyo)                                             | dreamfactoryclub    |
| 2017      | 음반        | 윤종신 <나는 너>                                          | 《2017 월간 윤종신 10월호》                         | - 작사 : 이규호(Kyo) - 작곡 : 이규호(Kyo)                                             | CJENMMUSIC Official |
| 2017      | 음반 / 출연 | 정혜선 <너면 돼 (Feat. Kyo)>                              | 《정혜선 1 + 너면 돼》                              | - 피처링 : 이규호(Kyo)                                                                | 원더케이            |
| 2019      | 음반        | 정승환 <자꾸만 반대로 돼> (Official Audio video)          | 《안녕, 나의 우주》 보관됨 2015-12-23 - 웨이백 머신 | - 작사 : 이규호(Kyo) - 작곡 : 이규호(Kyo)                                             | 안테나              |
| 2019      | 음반        | 윤종신 X 하동균 X 린 X 김필 <훨훨> (LIVE)                 | 《더 콜 2 Final 프로젝트》                          | - 작사 : 이규호(Kyo) - 작곡 : 이규호(Kyo)                                             | 엠넷                |
| 2019      | 음반        | 성시경, 아이유 <첫 겨울이니까>                            | 《첫 겨울이니까》                                   | - 작사, 작곡 : 이규호(Kyo)                                                            | 원더케이            |
| 2020      | 음반        | 비비(BIBI) <신경쓰여>                                     | 《LISTEN 035 신경쓰여》                             | - 작사, 작곡 : 이규호(Kyo)                                                            | 원더케이            |
| 2020      | 음반        | 수호(EXO) <암막 커튼> (Live Session)                      | 《자화상 - The 1st Mini Album》                     | - 작곡 : 이규호(Kyo) - 편곡 : 이규호(Kyo), 임헌일                                     | SM 엔터테인먼트     |

## 같이 보기
- 유희열
- 이승환